# Seguimi
Seguimi (deutsch: „Folge mir“; italienisch: „Seguimi“ Gruppo di Promozione Umano-Cristiana; englisch: „Seguimi“ Lay Group of Human-Christian Promotion) ist die Kurzbezeichnung für eine 1965 in Italien gegründete religiöse Laiengruppe in der römisch-katholischen Kirche. Sie ist als Vereinigung von Gläubigen seit 1984 vom Heiligen Stuhl anerkannt. Die Laienvereinigung setzt sich für eine ganzheitliche Förderung der menschlichen und christlichen Werte ein. Sie besteht aus etwa 900 Mitgliedern, die sich weltweit in 17 Ländern betätigen.

## Geschichte
Anfang der 1960er Jahre schlossen sich in Modena und in Rom je eine Gruppe Jugendlicher und Erwachsener im Geiste des Evangeliums zusammen, die im Dialog mit der modernen Zeit leben wollten. Zur Gründung einer neuen Laienvereinigung trafen sich Paola Majocchi (1931–2009) und Pater Anastasio Gutiérrez CMF (1911–1998) in Rom und legten die ersten Maßnahmen im Geist des Zweiten Vatikanischen Konzils fest. 1965 wurde die Vereinigung von Bischof Abele Conigli aus Sansepolcro kirchenrechtlich als eine „Pia unio“ anerkannt. In Folge dieser Anerkennung wurden die Statuten überarbeitet und 1967 verabschiedet, gleichzeitig begann die weltweite Ausbreitung. Am 19. März 1984 wurde „Seguimi“ vom Päpstlichen Rat für die Laien als eine internationale Vereinigung von Gläubigen päpstlichen Rechts anerkannt.

## Selbstverständnis
„Seguimi“ ist aus den italienischen Wörtern „seguire = folgen“ und „mi = mir“ zusammengesetzt. Es soll zum Ausdruck bringen, dass die Vereinigung in der Nachfolge Christi stehen will. Weiterhin werden die Anwesenheit von Christen in allen Lebenslagen und sozialen Bereichen und die aktive Beteiligung an humanen Projekten gefördert. Die Mitglieder arbeiten in der menschlichen und christlichen Bildungsarbeit mit, sie begleiten alte und behinderte Menschen, unterstützen schwangere Mädchen. Dazu pflegen sie das Studium der Heiligen Schrift und der apostolischen Theologie.

## Organisation und Ausweitung
Die Mitgliedschaft in „Seguimi“ unterteilt sich in „Engagierte Mitglieder“, die in weiblichen und männlichen Gemeinschaften leben und das Animationszentrum bilden, „Beigetretene Mitglieder“, die ehelos und allein leben, „Angegliederte Mitglieder“, als Einzelne und Familien, und „Ehrenamtliche“, welche Aktivitäten unterstützen. Es werden auch Priester in die Vereinigung aufgenommen. Strukturell wird die Eigenverantwortung und die Förderung der Person praktiziert, Autorität spielt dabei eine unterstützende und koordinierende Rolle. Das oberste Gremium ist der Generalrat, er wird von einem Rat für die Übereinstimmung mit den Statuten, einem Rat für ökologische Angelegenheiten und einem Rat für Erziehung und Kultur unterstützt. Der Hauptsitz ist in Rom. Insgesamt zählt die Vereinigung etwa 900 Mitglieder der verschiedensten Formen, die sich weltweit auf 17 Ländern in Afrika, Europa, Nordamerika und Südamerika verteilen.  Von ihnen wird in Italien ein Haus für Familie, ein Kulturzentrum für Senioren, ein Landwirtschaftsbetrieb und die Zentren „Neue Horizonte“ betreut. In Afrika leiten sie das Zentrum für Patenschaften auf Entfernung für Entwicklungsprojekte, ein Gesundheitszentrum für Schwangere, ein Flüchtlingslager, ein Haus für benachteiligte Kinder und ein weiteres Hilfszentrum. Weitere Projekte sind ein Jugendzentrum, ein Gästehaus, ein Zentrum Familie und Leben, eine Ausbildungsstätte für Familienpfleger und ein Bildungshaus. In Spanien entstand die Vereinigung Friedenskorn (spanisch:Granito de Paz) zur Förderung des internationalen Ehrenamtes.